# Маркус Шулц
Маркус Шулц (Ешвеге, Немачка, 3. фебруар 1975) је амерички тренс ди-џеј са пребивалиштем у Мајамију (САД). Најпознатији је по свом седмичном радио шоуу под називом Global DJ Broadcast који се сваког четвртка емитује на Digitally Imported радију и другим интернет станицама. Такође је оснивач и власник издавачке куће Coldharbour Recordings.

## Дискографија

### Албуми
- 2005.
- 2007.
- 2008.
- 2009.
- 2010.
- 2011.
- 2011.

### Компилације
- 2004.
- 2005.
- 2006.
- 2008.
- 2009.
- 2010.
- 2011.
- 2012.

### Песме
| - -{1998 Markus Schulz - You Won’t See Me Cry - 1999 Dakota - Swirl - 2002 Dakota - Frozen Time - 2002 Dakota - Lost in Brixton - 2002 Dakota - Jah Powah - 2002 Dakota - Zero Gravity - 2002 Dakota - Sunshine Yellow - 2003 Dakota - Abandoned in Queens - 2003 Markus Schulz presents Elevation - Clear Blue - 2004 Markus Schulz presents Elevation - Largo - 2004 Markus Schulz presents Elevation - Somewhere - 2005 Markus Schulz featuring Anita Kelsey - First Time - 2005 Markus Schulz and Departure with Gabriel & Dresden - Without You Near - 2006 Markus Schulz featuring Carrie Skipper - Never be the Same Again - 2007 Markus Schulz vs. Chakra - I Am - 2007 Markus Schulz - Fly to Colors - 2007 Dakota - Amsterdam - 2007 Dakota - Progression - 2008 Dakota - Hypnotic - 2008 Markus Schulz featuring Departure - Cause You Know - 2008 Markus Schulz featuring Dauby – Perfect - 2008 Markus Schulz vs. Andy Moor - Daydream | - 2008 Markus Schulz - The New World - 2009 Dakota - Chinook - 2009 Dakota - Johnny the Fox - 2009 Dakota - Sin City - 2009 Markus Schulz - Do You Dream - 2009 Dakota - Roxy ’84 - 2009 Dakota - Koolhaus - 2009 Dakota - Steel Libido - 2009 Dakota - Mr. Cappuccino - 2010 Markus Schulz featuring Khaz - Dark Heart Waiting - 2010 Markus Schulz featuring Justine Suissa - Perception - 2010 Markus Schulz - Rain - 2010 Markus Schulz ft. Jennifer Rene - Not The Same - 2010 Markus Schulz - Future Cities - 2011 Dakota - Sinners - 2011 Markus Schulz & Jochen Miller - Rotunda - 2011 Dakota - Sleepwalkers - 2011 Dakota - Katowice - 2011 Dakota - Saints - 2011 Dakota - In a Green Valley - 2011 Markus Schulz - Digital Madness - 2012 Markus Schulz & Dennis Sheperd - Go! - 2012 Markus Schulz featuring Adina Butar - Caught}- |